# Boult-aux-Bois
 Boult-aux-Bois  es una población y comuna francesa, en la región de Champaña-Ardenas, departamento de Ardenas, en el distrito de Vouziers y cantón de Le Chesne.
Está integrada en la Communauté de communes de l'Argonne Ardennaise.

## Demografía
| 440 | 499 | 540 | 521 | 579 | 554 | 602 | 602 | lac. | lac. | 549 | 512 | 487 | 457 | 394 | 385 | 389 | 326 | 300 | 314 | 215 | 218 | 243 | 214 | 184 | 160 | 162 | 158 | 127 | 143 | 133 | 148 | 141 | 152 | 153 |
| Para los censos de 1962 a 1999 la población legal corresponde a la población sin duplicidades (Fuente: INSEE [Consultar]) |     |     |     |     |     |     |     |      |      |     |     |     |     |     |     |     |     |     |     |     |     |     |     |     |     |     |     |     |     |     |     |     |     |     |